# Unione Sportiva Lecce 1942-1943
Questa voce raccoglie le informazioni riguardanti l'Unione Sportiva Lecce nelle competizioni ufficiali della stagione 1942-1943.

## Rosa
| N. |                      | Ruolo | Calciatore          |
| -- | -------------------- | ----- | ------------------- |
|    | Italia (bandiera)    | P     | Luciano Gisberti    |
|    | Italia (bandiera)    | D     | Mario Palazzi       |
|    | Italia (bandiera)    | D     | Antonio Anguilla II |
|    | Italia (bandiera)    | D     | Piero Manfredda     |
|    | Italia (bandiera)    | D     | Aldo Monsellato     |
|    | Italia (bandiera)    | D     | Careddu             |
|    | Italia (bandiera)    | C     | G. Faggion          |
|    | Italia (bandiera)    | C     | Ernesto Finelli     |
|    | Argentina (bandiera) | C     | Francisco Garraffa  |
|    | Italia (bandiera)    | C     | Aldo Mainardi       |
|    | Italia (bandiera)    | C     | Michele Natale      |
|    | Italia (bandiera)    | C     | Carmelo Russo       |

| N. |                    | Ruolo | Calciatore        |
| -- | ------------------ | ----- | ----------------- |
|    | Italia (bandiera)  | C     | Aiello            |
|    | Italia (bandiera)  | C     | Cantini           |
|    | Italia (bandiera)  | C     | Severino Cavone   |
|    | Italia (bandiera)  | A     | Giuseppe Anguilla |
|    | Italia (bandiera)  | A     | Raffaele Anguilla |
|    | Italia (bandiera)  | A     | Giuseppe Chiesa   |
|    | Albania (bandiera) | A     | Hoxhja Mazzlum    |
|    | Italia (bandiera)  | A     | Luigi Bonizzoni   |
|    | Italia (bandiera)  | A     | Otello Torri      |
|    | Italia (bandiera)  | A     | Angelo Catesi     |
|    | Italia (bandiera)  | A     | Luigi Cattaneo    |